# 東南亞文學獎
東南亞文學獎又譯東盟文學獎，是一項頒給东南亚国家联盟诗人和作家的文學獎。1979年首次頒獎。東南亞文學獎由曼谷文华东方酒店的經理提議舉辦。每年的頒獎仪式在曼谷举行，由泰卻克里王朝王室成员主持。